# Felix Roxas y Arroyo
Felix Roxas y Arroyo, nu ook wel bekend als Felix Sr., was een Filipijns architect. Roxas was de eerste bekende Filipijnse architect en ontwierp onder de Jezuïtische San Ignacio Church.

## Biografie
Felix Roxas werd in Binondo, tegenwoordig een district van de Filipijnse hoofdstad Manilla. Hij was een van de twaalf kinderen van Antonio Roxas en Lucina Arroyo. Roxas studeerde architectuur in Spanje en Engeland en werkte enige tijd in Europa voor hij terugkeerde naar de Filipijnen. In de Filipijnen waren in die tijd weinig architecten van Filipijnse komaf actief. Grote bouwprojecten werden meestal aan buitenlandse vakgenoten gegund. Roxas was hierdoor in korte tijd erg succesvol. Hij ontwierp vele kleine en grote gebouwen, waaronder de School of Fine Arts in San Sebastian in Manilla, de Santo Domingo Church (voltooid in 1887 en vernietigd in de Tweede Wereldoorlog)en de Jezuïtische San Ignacio Church (voltooid in 1899 en vernietigd in de Tweede Wereldoorlog). Roxas ontwierp ook vele privéhuizen. Naast zijn werk als architect was hij ook enige tijd Director of Public Works.
Felix Roxas was getrouwd met Concha Fernandez en kreeg met haar een dochter en een zoon, Felix Roxas y Fernandez. Zijn zoon was onder meer burgemeester van Manilla van 1905 tot 1917. Een van de broers van Felix was kunstschilder Felipe Roxas.

## Bron
- Zoilo M. Galang, Encyclopedia of the Philippines, 3 ed. Vol IV., E. Floro, Manilla (1950)